# Serica aviceps
Serica aviceps är en skalbaggsart som beskrevs av Dawson 1967. Serica aviceps ingår i släktet Serica och familjen Melolonthidae. Inga underarter finns listade i Catalogue of Life.